# (2494) Inge
(2494) Inge (1981 LF) – planetoida z pasa głównego asteroid okrążająca Słońce w ciągu 5,61 lat w średniej odległości 3,16 au. Odkryta 4 czerwca 1981 roku.